# منظمة الرؤية العالمية
منظمة الرؤية العالمية (بالإنجليزية: World Vision International)‏ هي منظمة إنجيلية دولية تعمل في مجال المساعدة الإنسانية المسيحية والتغير الاجتماعي والدعوة، كما تركز على الطفل وتمكين المجتمع وتعمل في 100 دولة. أسسها روبرت بيرس عام 1950 كمنظمة خدمية لتلبية الاحتياجات الطارئة للمبشرين. توظف المنظمة موظفين من الطوائف المسيحية غير الإنجيلية وغيرها. في عام 1975 أضيف العمل التنموي إلى أهداف الرؤية العالمية.

## وصلات خارجية
- الموقع الرسمي